# Chotětov
Chotětov är en köping i Tjeckien.   Den ligger i regionen Mellersta Böhmen, i den centrala delen av landet, 40 km nordost om huvudstaden Prag. Chotětov ligger 259 meter över havet och antalet invånare är 838.
Terrängen runt Chotětov är platt.Runt Chotětov är det ganska tätbefolkat, med 166 invånare per kvadratkilometer. Närmaste större samhälle är Mladá Boleslav, 10,9 km nordost om Chotětov. Trakten runt Chotětov består till största delen av jordbruksmark.